# Julius Petersen (litteraturvetare)
Julius Petersen, född den 5 november 1878 i Strassburg, död den 22 augusti 1941 i Murnau, Oberbayern, var en tysk litteraturhistoriker. 
Petersen blev privatdocent i München 1909 och extra ordinarie professor där 1911. Efter kortare tjänstgöring vid andra universitet blev han 1920 ordinarie professor i Berlin. Av Petersens arbeten kan nämnas Schiller und die Bühne (1904), Literaturgeschichte als Wissenschaft (1914), Das deutsche Nationaltheater (1919) och Die Entstehung der eckermannschen Gespräche (1924). Han var synnerligen verksam som utgivare av Schiller, Lessing, Goethe med flera samt utgav tillsammans med Friedrich Panzer "Deutsche Forschungen" (1921 ff.) och med Georg Minde-Pouet "Schriften der Kleistgesellschaft" (1922 ff.).